# 瑪麗·古米·利特
瑪麗·古米·利特（丹麥語：Marie Gudme Leth，1895年10月5日—1997年12月17日）是一位丹麥織品印刷藝術家，她開創織品網版印刷的產業運用，亦被稱為印刷的先驅（the pioneer of print）。

## 生平
利特生於丹麥奧胡斯市，從畢業女子藝術工藝學校後，進入皇家丹麥藝術學院學習。
1921年，利特前往印尼爪哇，開啟她三年的旅居生涯。為求提升織品印染於工藝創作領域的專業地位，利特在熟習印尼的蠟染技術之後，也接著嘗試木刻版畫。當時受到廉價工業化產品競爭的影響，丹麥織品印刷技術式微，缺乏相關的教育機構，利特便於1930年前往法蘭克福學習色彩印刷技術，並發展出她個人的色彩方法。
1931年她回到丹麥哥本哈根任教，並開始創作木刻版畫。由於認為木刻版畫的過程有太多的限制，1934年回到德國學習網版印刷。
利特先於1935年成立了丹麥印花布工廠（Dansk Kattuntrykkeri），1940年工廠順利運作後，成立個人設計工作室。1931至1948年，利特也在設計學校教授織品印刷。

## 創作風格
利特的作品通常印在亞麻或棉布上，以單一色彩的雙重色調為主要表現。雖然採用新的網版印刷技術，但她的圖案樣式仍帶有木刻版畫的特色，偏好重複出現、輪廓分割明確的圖形，如同圖畫書的簡單直覺設計。
其創作靈感深受在爪哇及世界各地旅遊時觀察到的自然景物影響，在她往後的創作當中，也屢次出現東方的動植物元素，像是在Kamæleon裡出現的青蛙、蝸牛和蛇。
1950年代，作品從原本圖案化與動植物花卉元素，轉為重疊延展的幾何圖形，以四到五種鮮明的色彩組合取代原本暗沉飽和的用色，但整體而言仍保持圖形重複的特色。

## 獎項
從1930年代開始，利特的作品參加了世界各地的丹麥設計展，並在1937年的巴黎展覽和1951年的米蘭三年展上獲得金牌。